# Rudy Riou
Rudy Riou (Béziers, Francia; 22 de enero de 1980) es un futbolista francés. Juega de portero y su equipo actual es el FC Nantes de la Ligue 2 de Francia.

## Biografía
Rudy Riou empezó su carrera futbolística en las categorías inferiores del Montpellier HSC, hasta que en 1999 pasa a formar parte de la primera plantilla del club. Con este equipo debuta en la Ligue 1 el 31 de julio de 1999 en el partido Olympique de Lyon 1-2 Montpellier HSC. Esa misma temporada Rudy Riou disputa bastantes encuentros, pero no puede ayudar a su equipo a mantener la categoría. Al año siguiente, ya en Ligue 2, juega 18 partidos, realizando buenas actuaciones y ayudando a su equipo a regresar a la Ligue 1.
En 2004 ficha por el FC Istres. Se convierte en el portero titular del club durante la campaña. Esa fue la primera vez que el Istres jugaba en la máxima categoría del fútbol francés. Al final de la temporada el equipo queda último en la clasificación y desciende a la Ligue 2.
En la temporada 2007-08 Riou milita en el Toulouse FC, aunque no dispone de oportunidades de jugar (solo disputó tres partidos oficiales) y tiene que conformarse con ser el portero suplente.
En 2008 ficha por su actual club, el Olympique de Marsella.

## Clubes
| Club                           | País    | Año       |
| ------------------------------ | ------- | --------- |
| Montpellier Hérault Sport Club | Francia | 1999-2004 |
| FC Istres                      | Francia | 2004-2007 |
| Toulouse Football Club         | Francia | 2007-2008 |
| Olympique de Marsella          | Francia | 2008-2010 |
| Royal Charleroi Sporting Club  | Bélgica | 2011      |
| FC Nantes                      | Francia | 2011-     |

## Títulos
No ha ganado ningún título.